# GP32
GP32 — портативная игровая консоль 2001 года, разработанная корейской компанией Game Park.
GP32 основана на микропроцессоре архитектуры ARM с частотой 133 МГц и использует 8 мегабайт оперативной памяти. В отличие от других портативных консолей, среди которых имеется тенденция использования проприетарных сменных картриджей и носителей, в данной консоли для хранения программ и данных используются стандартные карты памяти SmartMedia, что упрощает разработку программистам-любителям.
Консоль имеет 4-х позиционный миниджойстик, 2 главные кнопки ('A' и 'B'), две торцевые  на каждой стороне от слота для карт ('L' и 'R') и две кнопки меню справа и слева от экрана ('SELECT' и 'START'). Для связи с компьютером используется порт USB v1.1, также имеется последовательный порт для расширения, разъем питания на 3.3 вольта, выход на наушники. Питается консоль от 2 батарей AA.
У консоли есть 3 версии, использующие различные типы экранов:
- GP32 NLU — no-light unit — рефлективный (отражающий) экран без подсветки, требует внешнего освещения.
- GP32 FLU — с 2002 года — frontlight unit — модифицированная версия. К рефлексивному экрану добавляется при изготовлении боковая отключаемая подсветка.
- GP32 BLU — с середины 2004 года.
  - GP32 BLU+ — с конца 2004 года.